# شهرستان کفری، استان دیاله
شهرستان کفری (به عربی: قضاء کفری) یک شهرستان در عراق است که در استان دیاله واقع شده‌است. شهرستان کفری ۴۲٬۰۱۰ نفر جمعیت دارد.